# Staegeria
Staegeria is een geslacht van insecten uit de familie van de drekvliegen (Scathophagidae), die tot de orde tweevleugeligen (Diptera) behoort.

## Soort
- S. kunzei (Zetterstedt, 1821)